# Landschaftsschutzgebiet Am Lärchen

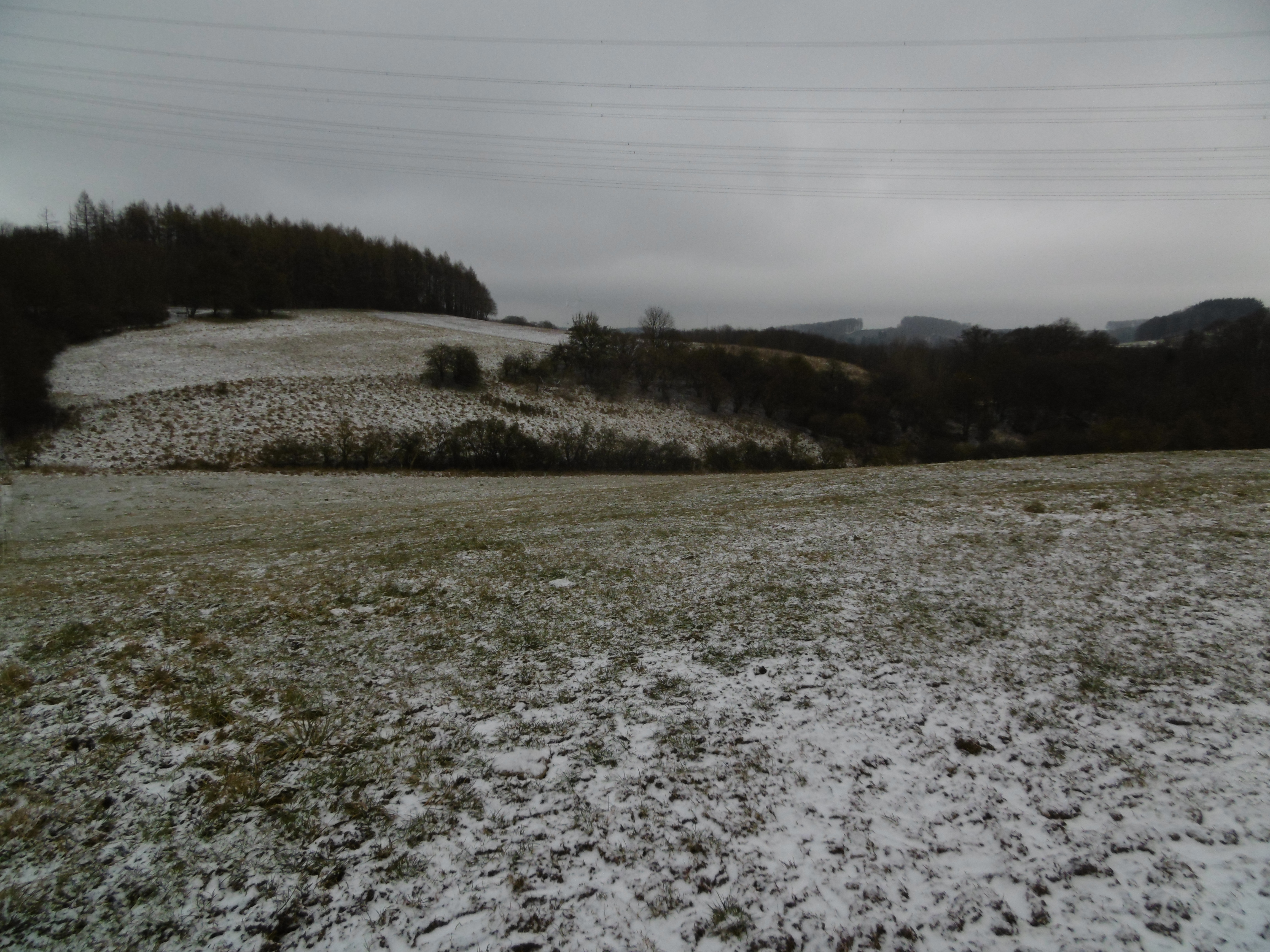
Westecke vom Landschaftsschutzgebiet Am Lärchen

Das Landschaftsschutzgebiet Am Lärchen ist ein 5,55 ha großes Landschaftsschutzgebiet (LSG) nordwestlich von Canstein im Stadtgebiet von Marsberg. Das Gebiet wurde 2008 mit dem Landschaftsplan Marsberg durch den Kreistag des Hochsauerlandkreises ausgewiesen.

## Beschreibung
Das Landschaftsschutzgebiet Am Lärchen geht teilweise bis zum Dorfrand. Es liegt an einem südexponierten Kalkstandort. Das LSG trennt die beiden Teilflächen vom Naturschutzgebiet Klebberg. Es wurde als potenzielle Verbundfläche der beiden NSG-Teile ausgewiesen. Der überwiegende Teil des Schutzgebiets besteht aus Ackerland. Im nördlichen Teil des Schutzgebietes ist auch eine Grünlandnutzungen vorhanden. Das Grünland wird als Weide, meist mit Rindern, und als Mähwiese genutzt. Im Nordteil gibt es landschaftsprägende Feldgehölze, darunter eine alte Lindengruppe. Die ökologische Funktion soll durch eine Extensivierung im Rahmen des Kulturlandschaftspflegeprogramms gesteigert werden.

## Schutzzweck
Die Ausweisung erfolgte zur Erhaltung, Ergänzung und Optimierung eines Grünlandbiotop-Verbundsystems in den Talauen und den Magergrünland-Gesellschaften in den Naturschutzgebieten, damit Tiere und Pflanzen Wanderungs- und Ausbreitungsmöglichkeiten behalten, und dem Erhalt der Vorkommen geschützter Vogelarten sowie dem Schutz artenreicher Pflanzengesellschaften.

## Rechtliche Rahmen
Das Landschaftsschutzgebiet Am Lärchen wurde als eines von 30 Landschaftsplangebieten vom Typ C, Wiesentäler und ornithologisch bedeutsames Offenland, ausgewiesen. Im Landschaftsplangebiet Marsberg gibt es auch drei Landschaftsschutzgebiete vom LSG Typ A, Allgemeiner Landschaftsschutz, wo unter anderem das Errichten von Bauten verboten ist. Ferner 17 Landschaftsschutzgebiete vom LSG Typ B, Ortsrandlagen und Landschaftscharakter, wo zusätzlich Erstaufforstungen und auch die Neuanlage von Weihnachtsbaumkulturen, Schmuckreisig- und Baumschulkulturen verboten sind. Wie in den anderen 29 Landschaftsschutzgebieten vom Typ C im Landschaftsplangebiet Marsberg besteht im LSG Landschaftsschutzgebiet Am Lärchen zusätzlich ein Umwandlungsverbot von Grünland und Grünlandbrachen in Acker oder andere Nutzungsformen. Eine maximal zweijährige Ackernutzung innerhalb von zwölf Jahren ist erlaubt, falls damit die Erneuerung der Grasnarbe vorbereitet wird. Dies gilt als erweiterter Pflegeumbruch. Beim erweiterten Pflegeumbruch muss ein Mindestabstand von 5 m vom Mittelwasserbett eingehalten werden.